# Theodoros Pangalos
Theodoros Pangalos, grški general, * 1878, † 1952.